# Pänzer
Pänzer (v letech 2014–2016 The German Panzer) je heavymetalová hudební skupina založená v roce 2014 v Německu. Skupina byla založena v sestavě Marcel Schirmer (Destruction), Herman Frank (ex-Accept) a Stefan Schwarzmann (ex-Accept). V roce 2014 vydali své debutové album Send Them All to Hell.
V prosinci 2016 ze skupiny odešel Herman Frank, kterého nahradil Pontus Norgren (HammerFall). Zároveň s ním se ke skupině oficiálně připojil také do té doby koncertní kytarista V.O. Pulver (Gurd). Vzhledem k tomu, že po této výměně byli členové skupiny i z jiných zemí, než z Německa, se skupina přejmenovala z The German Panzer na Pänzer. Kapela zároveň oznámila, že začala pracovat na druhé studiové desce. Ta se bude jmenovat Fatal Command a plánované datum vydání je oznámeno na 6. října 2017.

## Sestava
- Marcel Schirmer – zpěv, basová kytara
- Pontus Norgren – kytara
- V.O. Pulver – kytara
- Stefan Schwarzmann – bicí

## Diskografie
- Send Them All to Hell (2014)
- Fatal Command (2017)